# Lomami (província)
Lomami é uma das 26 províncias da República Democrática do Congo. Foi criado pela Constituição de 2006 a partir da antiga Kasaï Oriental, mas instalado em 2009. Sua capital é a cidade de Kabinda. Tem uma população estimada em 2.048.839 habitantes.
A província tem esse nome em referência ao rio Lomami.